# Rijksheerlijkheid Gemen

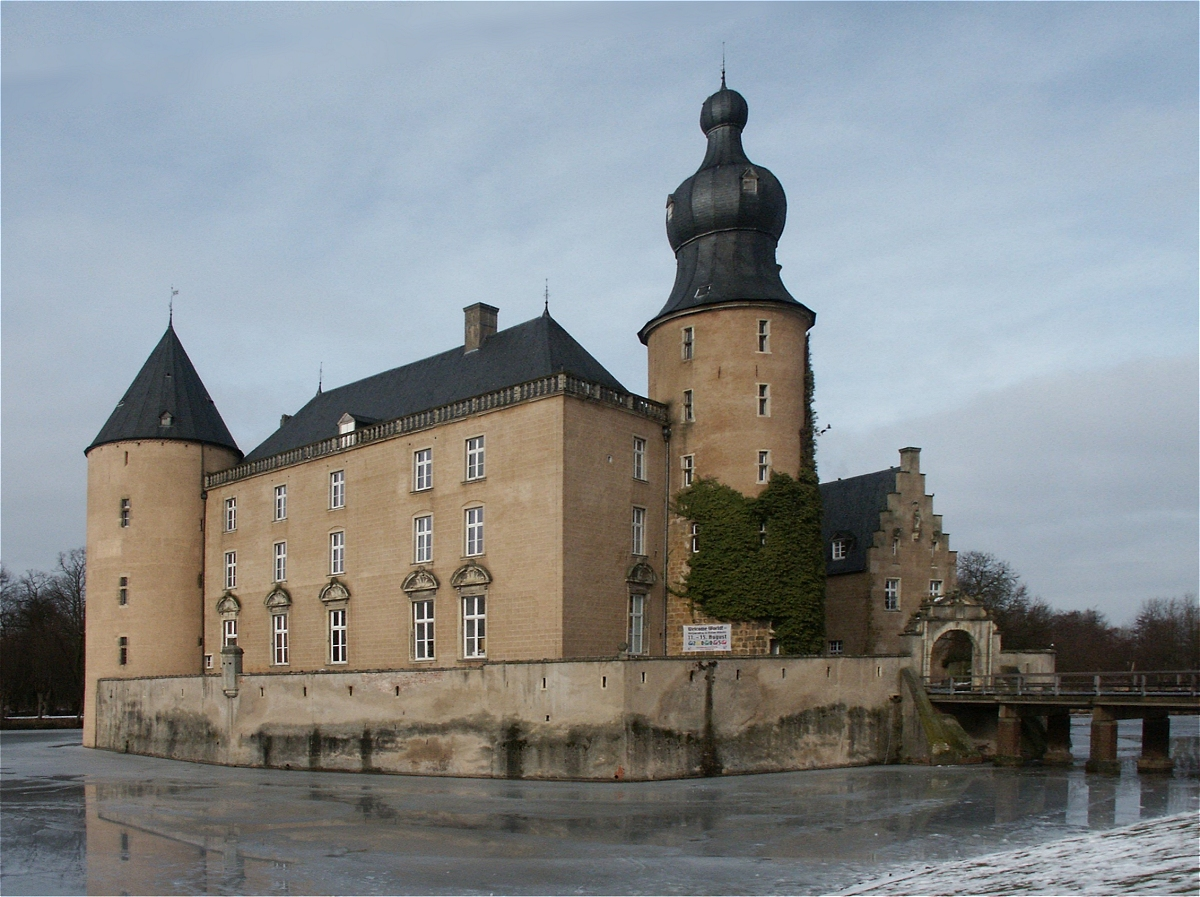
Slot Gemen in Borken

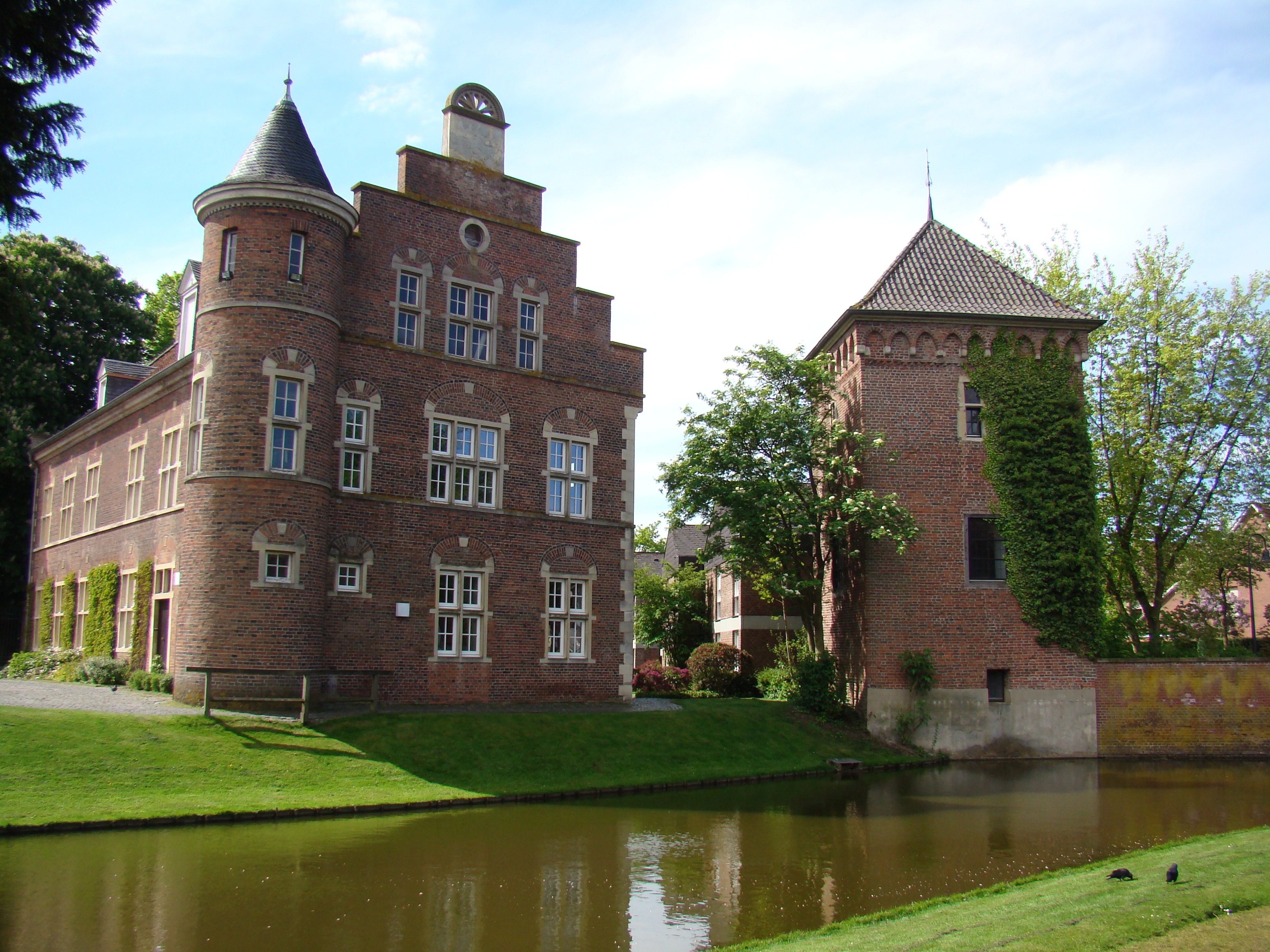
Voorburcht

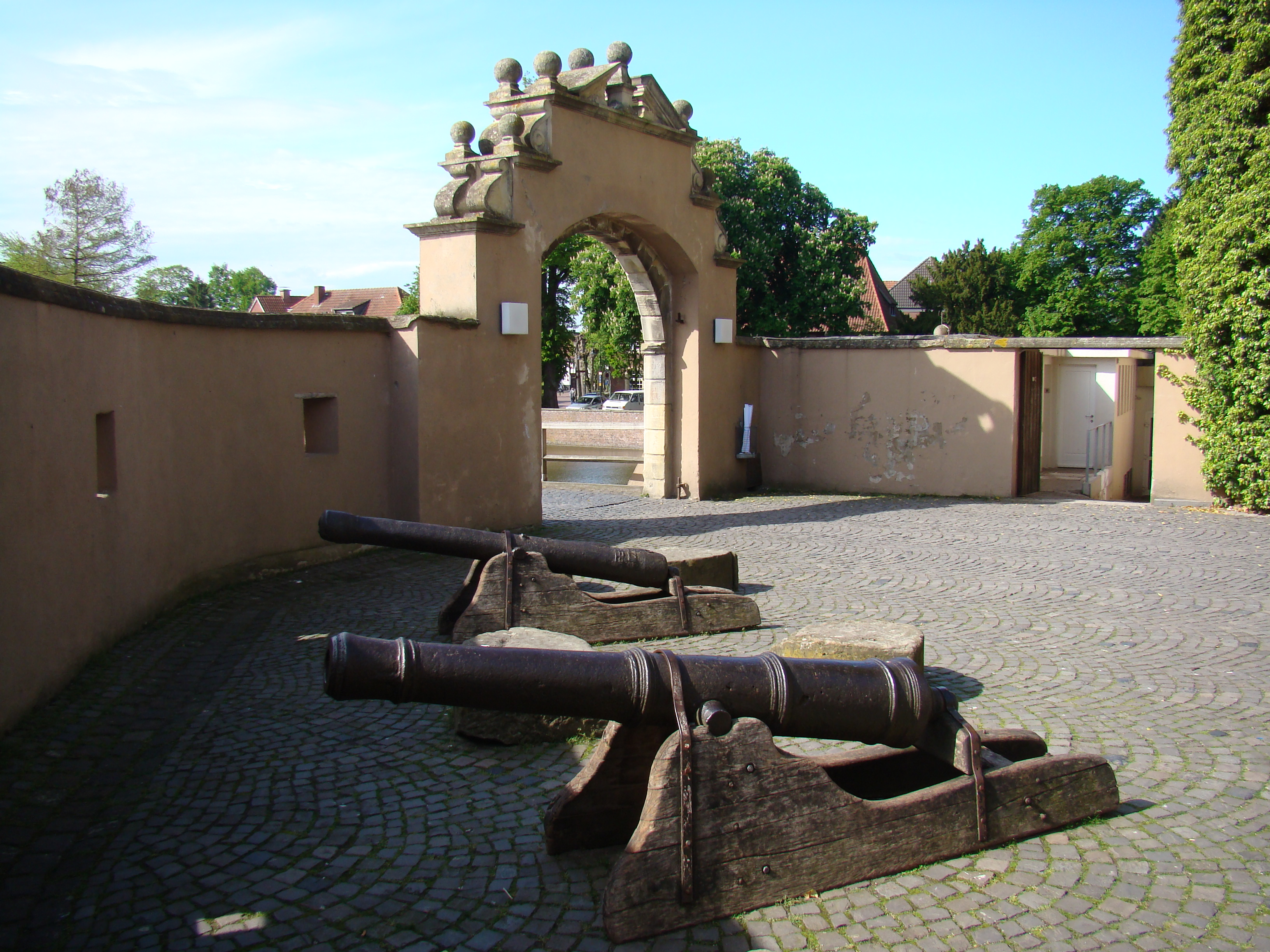
Binnenhof

Gemen was een tot de Nederrijns-Westfaalse Kreits behorende rijksheerlijkheid binnen het Heilige Roomse Rijk.
Gemen is tegenwoordig een stadsdeel van Borken in de deelstaat Noordrijn-Westfalen.

## Geschiedenis

Familiewapen

De familie van de edele heren van Gemen was in de middeleeuwen het belangrijkste geslacht in het Münsterland. Zij worden in 1092 voor het eerst vermeld. Zij bezaten naast de burcht Gemen ook de voogdij over het klooster Vreden.
In het begin van de veertiende eeuw verzwakt hun positie door een strijd met het klooster Vreden, maar na 1370 groeit hun macht opnieuw onder Hendrik III van Gemen. Van het prinsbisdom Münster krijgt hij het ambt Ahaus en in dienst van de hertog van Gelderland verwerft hij onder andere het ambt Bredevoort. Daardoor ontstaat er een zelfstandig staatje. In de tweede helft van de vijftiende eeuw verliest zijn kleinzoon Hendrik IV van Gemen weer invloed door een strijd met de bisschop van Münster.
Van 1446 tot 1576 is het Vest Recklinghausen als pand in het bezit van de heren van Gemen.
Na de dood van Hendrik IV in 1492 komt een einde aan de dynastie van de Heren van Gemen, zijn bastaardzoon Johan van Gemen vist daardoor achter het net en valt de heerlijkheid aan zijn dochter Karda (Cordula), die gehuwd is met graaf Jan IV van Holstein-Schaumburg. Het bisdom Münster probeert de heerlijkheid te onderwerpen, wat gedeeltelijk succes heeft. Adolf van Holstein-Schaumburg, sinds 1547 tevens keurvorst van Keulen, is echter een geduchte tegenstander. Er volgt een oorlog op papier, die pas in 1700 eindigt met de erkenning van het rijksonmiddellijke karakter van de heerlijkheid.
Graaf Joost II voert in 1560 de reformatie in. Wegens zijn verbondenheid met Willem van Oranje wordt Gemen in 1568 door de troepen van Alva geplunderd.
Van 1622 tot 1640 is de heerlijkheid opnieuw in personele unie verbonden met de graafschappen Holstein-Pinneberg en Schaumburg.
Als het in 1638 duidelijk is dat de dynastie zal uitsterven, laat de jongste dochter van Joost van Limburg Stirum, Agnes van Limburg-Styrum, de prinsabdis van Elten en Vreden, de heerlijkheid in de chaos van de Dertigjarige Oorlog bezetten.
Na het uitsterven van de dynastie in 1640 wordt Holstein-Pinneberg bezet door Denemarken en het graafschap Schaumburg valt via een erfdochter aan de heren van Lippe. Agnes van Limburg-Styrum droeg de heerlijkheid Gemen over aan haar neef Herman Otto van Limburg-Styrum. De legitimatie werd verklaard door de verwantschap met Maria van Holstein-Pinneberg. De graven van Lippe hebben de gang van zaken nooit erkend.
Graaf Adolf Ernst resideert vanaf 1644 in Gemen. Omdat de bisschop van Münster in 1673 graaf Herman Otto verdenkt van het beramen van een aanslag, laat hij de heerlijkheid militair bezetten. Herman Otto vlucht daarop naar Oostenrijk en wordt daar beroemd als veldmaarschalk in de oorlog tegen het Turkse rijk in Hongarije
In 1738 erfde graaf Ferdinand Meinhard van zijn moeder, Maria Anna van Rechberg-Rothenlöwen de heerlijkheid Illeraichen (Illereichen). Hij verkocht deze in 1772 aan de vorst van Palm. In 1775 stond Damian August van Limburg-Styrum, prins-bisschop van Spiers de heerlijkheid Gemen aan Ferdinand Meinhard af.
In 1776 werd het slot door 18 soldaten uit Lippe bezet, waarmee Lippe zijn rechten op de heerlijkheid in bezit wil nemen. De bezetting werd verdreven door de burgerweer en tegen de naburige vorsten leed Lippe een diplomatieke nederlaag.
Na het uitsterven van deze tak van het huis Limburg-Styrum in 1801 komt de heerlijkheid in het bezit van vrijheer Aloys van Boineburg-Bömelberg, die een nakomeling is van Isabella van Limburg-Illeraichheim. De tak te Illeraichheim is gesticht door een jongere zoon van Adolf Ernst van Limburg-Gemen. Aloys deed geen moeite om opgenomen te worden door westfaalse gravencollege: zijn adellijke status was te laag en hij was katholiek, terwijl het restant van het college evangelisch was.
In de Rijnbondakte van 12 juli 1806 wordt de heerlijkheid in artikel 24 onder de soevereiniteit geplaatst van het vorstendom Salm-Kyrburg: de mediatisering.
Op 13 december 1810 wordt het vorstendom Salm met Gemen bij het keizerrijk Frankrijk gevoegd. Het Congres van Wenen voegt het gebied in 1815 bij het koninkrijk Pruisen.
Regenten
| regering  | naam                      | geboren   | overleden  | familie                   | opmerkingen                                       |
| --------- | ------------------------- | --------- | ---------- | ------------------------- | ------------------------------------------------- |
| -1527     | Jan IV                    | 1449      | 30-3-1527  | van Holstein-Schaumburg   | graaf van Holstein-Pinneberg en Schaumburg        |
| 1527-1531 | Joost I                   | 1483      | 5-6-1531   | zoon                      | graaf van Holstein-Pinneberg en Schaumburg        |
| 1531-1581 | Joost II                  | 1524      | 29-5-1581  | zoon                      | stichter van de tak te Gemen                      |
| 1581-1607 | Hendrik V                 | 1581      | 15-10-1607 | zoon                      |                                                   |
| 1607-1635 | Joost Herman              | 6-10-1593 | 5-11-1635  | zoon                      | 1622 graaf van Schaumburg                         |
| 1635-1640 | Otto V                    | 1-3-1614  | 15-11-1640 | neef                      | kleinzoon van Joost II                            |
| 1640-1644 | Herman Otto               | 3-9-1592  | 7-10-1644  | van Limburg-Styrum        | zoon van Maria van Holstein-Pinneberg             |
| 1644-1657 | Adolf Ernst               | 1622      | 3-10-1657  | zoon                      | stichter tak te Gemen                             |
| 1657-1704 | Herman Otto               | 1-4-1647  | 8-7-1704   | zoon                      |                                                   |
| 1704-1734 | Otto Ernst                | 10-1-1688 | 4-3-1734   | zoon                      |                                                   |
| 1734-1771 | Frederik Karel            | 10-1-1710 | 31-12-1771 | zoon                      |                                                   |
| 1771-1797 | August Philip             | 16-3-1721 | 26-2-1797  | broer                     | 1770 prins-bisschop van Spiers                    |
| 1797-1800 | Ferdinand Gothard Meinrad | 2-2-1701  | 3-12-1800  | van Limburg-Illeraichheim | nakomeling van Adolf Ernst                        |
| 1801-1806 | Aloys                     |           |            | van Boineburg-Bömelberg   | nakomeling van Isabella van Limburg-Illeraichheim |